# Whalton
Whalton – wieś w Anglii, w hrabstwie Northumberland. Leży 21 km na północny zachód od miasta Newcastle upon Tyne i 417 km na północ od Londynu. W 2001 miejscowość liczyła 427 mieszkańców.